# Општина Бенедикт
Општина Бенедикт (словен. Benedikt) је једна од општина Подравске регије у држави Словенији. Седиште општине је насеље Бенедикт.

## Природне одлике
Рељеф: Општина Бенедикт налази се у североисточном делу Словеније, у словеначком делу Штајерске. Подручје општине припада области Словенских Горица, брдском крају познатом по виноградарству и справљању вина.
Клима: У општини влада умерено континентална клима.
Воде: У општини нема већих и значајнијих водотока, а подручје општине је у сливу Драве.

## Становништво
Општина Бенедикт је средње густо насељена.

## Насеља општине
| - Бенедикт - Дрвања - Ихова - Лочки Врх - Неговски Врх - Обрат | - Сподња Бачкова - Сподња Рочица - Стара Гора - Свети Трије Краљи в Словенских Горицах - Троткова - Трстеник - Штајнгрова |  |

## Додатно погледати
- Бенедикт